# Modena Football Club 1935-1936
Questa pagina raccoglie i dati riguardanti il Modena Football Club nelle competizioni ufficiali della stagione 1935-1936.

## Rosa
| N. |                   | Ruolo | Calciatore         |
| -- | ----------------- | ----- | ------------------ |
|    | Italia (bandiera) | D     | Mario Baraldi      |
|    | Italia (bandiera) | C     | Danilo Bazzani     |
|    | Italia (bandiera) | A     | Enzo Bellini       |
|    | Italia (bandiera) | D     | Antonio Bernacchi  |
|    | Italia (bandiera) | P     | Bruno Cassetti     |
|    | Italia (bandiera) | A     | Vasco Cavani       |
|    | Italia (bandiera) | D     | Dante Cerboncini   |
|    | Italia (bandiera) | C     | Bruno Dugoni       |
|    | Italia (bandiera) | A     | Cesare Franchini   |
|    | Italia (bandiera) | C     | Astro Galli        |
|    | Italia (bandiera) | P     | Manfredo Guizzardi |

| N. |                   | Ruolo | Calciatore              |
| -- | ----------------- | ----- | ----------------------- |
|    | Italia (bandiera) | C     | Giordano Malagoli       |
|    | Italia (bandiera) | C     | Alfredo Mazzoni         |
|    | Italia (bandiera) | C     | Mario Meucci            |
|    | Italia (bandiera) | D     | Luigi Gioacchino Nebbia |
|    | Italia (bandiera) | A     | Manlio Pacini           |
|    | Italia (bandiera) | A     | Carlo Ravizzoli         |
|    | Italia (bandiera) | A     | Galliano Setti          |
|    | Italia (bandiera) | C     | Giorgio Tedeschini      |
|    | Italia (bandiera) | A     | Erode Toffanetti        |
|    | Italia (bandiera) | A     | Luciano Vezzani         |